# Newport (Arkansas)
Newport is een plaats (city) in de Amerikaanse staat Arkansas, en valt bestuurlijk gezien onder Jackson County.

## Demografie
Bij de volkstelling in 2000 werd het aantal inwoners vastgesteld op 7811.
In 2006 is het aantal inwoners door het United States Census Bureau geschat op 7208, een daling van 603 (-7.7%).

## Geografie
Volgens het United States Census Bureau beslaat de plaats een oppervlakte van
34,5 km², waarvan 33,8 km² land en 0,7 km² water. Newport ligt op ongeveer 69 m boven zeeniveau.

## Plaatsen in de nabije omgeving
De onderstaande figuur toont nabijgelegen plaatsen in een straal van 24 km rond Newport.

## Geboren in Newport
- Mary Steenburgen (1953), actrice